# Señorío fundiario

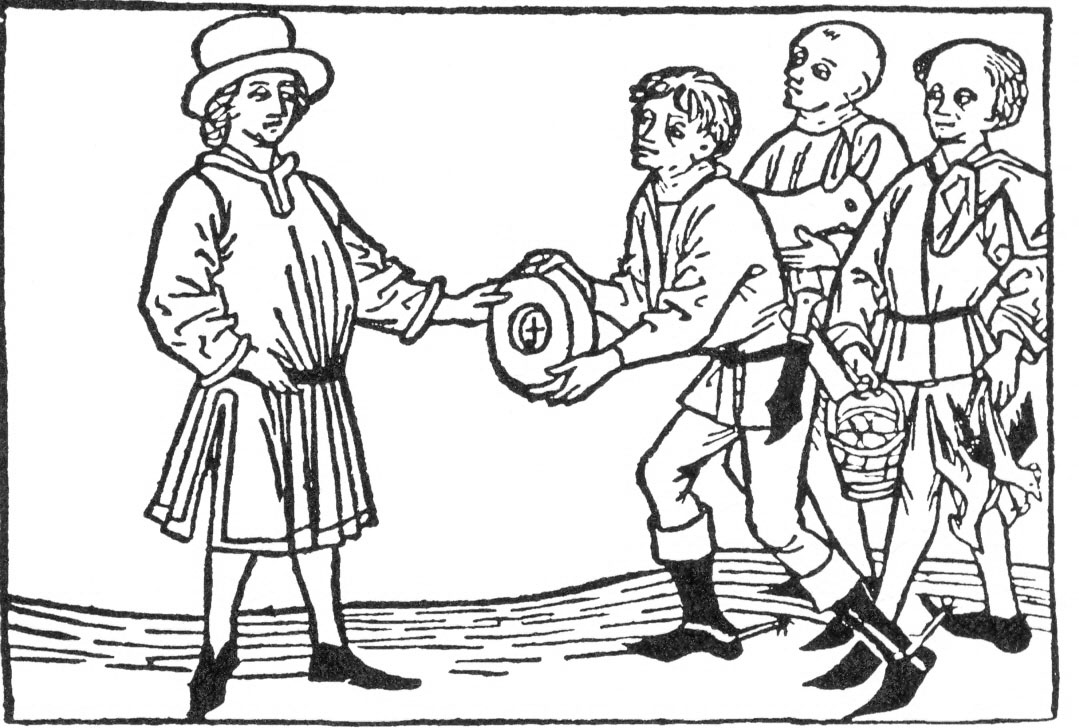
Campesinos entregando sus impuestos al señor. Xilografía del.

Un señorío fundiario es un tipo de señorío que existió en Europa durante la Edad Media y la Edad Moderna donde el señor solo tiene derechos reales sobre las tierras de su dominio. 
El señorío fundiario confiere derechos de orden privado, y es opuesto al señorío comunal que más tarde se convertiría en un señorío noble, donde el señor también adquiere derechos judiciales y administrativos sobre las personas.
El dominio del señorío fundiario se divide en dos tipos de tierra por el poder ejercido por los señores y su naturaleza:
- Reserva, tierra, parte del dominio fundiario, que el señor feudal no cede, para explotarla directamente mediante sirvientes. Gradualmente disminuyó durante el siglo XI, pero permaneció hasta el siglo XVIII bajo el nombre de reserva señorial, con un tamaño limitado por las costumbres.
- Tenencia, que confía a los campesinos. Estos campesinos (tenentes o censores) pagaban varios impuestos como por ejemplo, el censo, que representaba la renta de la tierra, el champart que es proporcional a la cosecha, los impuestos sobre los animales (como el cerdo) y los derechos de corvea, obligación de trabajar gratuitamente en las tierras del noble o señor feudal.